# Wereldbeker rodelen 2023/2024
De wereldbeker rodelen (op kunstijsbanen) in het seizoen 2023/2024 begon op 8 december 2022 en eindigde op 3 maart 2024. De competitie werd georganiseerd door de FIL.
De competitie omvatte dit seizoen negen wedstrijden met de vier traditionele onderdelen bij het rodelen. Bij de mannen individueel en dubbel en bij de vrouwen individueel en dubbel. Dit laatste onderdeel, vrouwendubbel, stond voor de tweede maal op het programma. Bij zes wedstrijden werd er een landenwedstrijd georganiseerd waarover eveneens een wereldbekerklassement werd opgemaakt. 
De titels gingen dit seizoen naar de Duitser Max Langenhan (individueel), het Oostenrijkse duo Thomas Steu en Wolfgang Kindl (dubbel) bij de mannen, de Duitse Julia Taubitz (individueel), het Italiaanse duo Andrea Vötter en Marion Oberhofer (dubbel) bij de vrouwen en Duitsland in het landenklassement.

## Wereldbekerpunten
In elke wereldbekerwedstrijd zijn afhankelijk van de behaalde plaats een vast aantal punten te verdienen. De rodelaar met de meeste punten aan het eind van het seizoen wint de wereldbeker. De top 24 bij de solisten en de top 20 bij de dubbel na de eerste run gaan verder naar de tweede run, de overige deelnemers krijgen hun punten toegekend op basis van hun klassering na de eerste run. De onderstaande tabel geeft de punten per plaats weer.
| Plaats | 1   | 2  | 3  | 4  | 5  | 6  | 7  | 8  | 9  | 10 | 11 | 12 | 13 | 14 | 15 | 16 | 17 | 18 | 19 | 20 | 21 | 22 | 23 | 24 | 25 | 26 | 27 | 28 | 29 | 30 | 31 | 32 | 33 | 34 | 35 | 36 | 37 | 38 | 39 | 40+ |
| Punten | 100 | 85 | 70 | 60 | 55 | 50 | 46 | 42 | 39 | 36 | 34 | 32 | 30 | 28 | 26 | 25 | 24 | 23 | 22 | 21 | 20 | 19 | 18 | 17 | 16 | 15 | 14 | 13 | 12 | 11 | 10 | 9  | 8  | 7  | 6  | 5  | 4  | 3  | 2  | 1   |

## Mannen individueel

### Uitslagen
| Datum | Plaats      | Opmerking | Eerste            | Tweede              | Derde             |
| --- | ----------- | --------- | ----------------- | ------------------- | ----------------- |
| 08/12/2023 | Lake Placid |           | Max Langenhan     | Jonas Müller        | Nico Gleirscher   |
| 09/12/2023 | Lake Placid | Sprint    | Max Langenhan     | Felix Loch          | Nico Gleirscher   |
| 15/12/2023 | Whistler    |           | Max Langenhan     | Jonas Müller        | Kristers Aparjods |
| 06/01/2024 | Winterberg  |           | Max Langenhan     | Dominik Fischnaller | Kristers Aparjods |
| 13/01/2024 | Igls        |           | Jonas Müller      | Nico Gleirscher     | Max Langenhan     |
| 26 tot en met 28 januari 2024: Wereldkampioenschappen rodelen 2024 in Altenberg (telt niet mee voor wereldbeker) |             |           |                   |                     |                   |
| 03/02/2024 | Altenberg   |           | Max Langenhan     | David Gleirscher    | Kristers Aparjods |
| 10/02/2024 | Oberhof     |           | Kristers Aparjods | Max Langenhan       | David Gleirscher  |
| 17/02/2024 | Oberhof     |           | Jonas Müller      | Max Langenhan       | Felix Loch        |
| 18/02/2024 | Oberhof     | Sprint    | Max Langenhan     | Jonas Müller        | Wolfgang Kindl    |
| 24/02/2024 | Sigulda     |           | Felix Loch        | Kristers Aparjods   | Max Langenhan     |
| 25/02/2024 | Sigulda     | Sprint    | Felix Loch        | Kristers Aparjods   | David Gleirscher  |
| 02/03/2024 | Sigulda     |           | Kristers Aparjods | Felix Loch          | Nico Gleirscher   |

(*) De wereldbeker in Igls is tevens het Europees kampioenschap.

## Mannen dubbel

### Uitslagen
| Datum | Plaats      | Opmerking | Eerste                                             | Tweede                                  | Derde                                    |
| --- | ----------- | --------- | -------------------------------------------------- | --------------------------------------- | ---------------------------------------- |
| 08/12/2023 | Lake Placid |           | Verenigde Staten Zachary DiGregorio Sean Hollander | Oostenrijk Thomas Steu Wolfgang Kindl   | Oostenrijk Juri Gatt Riccardo Schöpf     |
| 09/12/2023 | Lake Placid | Sprint    | Letland Mārtiņš Bots Roberts Plūme                 | Oostenrijk Thomas Steu Wolfgang Kindl   | Duitsland Tobias Wendl Tobias Arlt       |
| 15/12/2023 | Whistler    |           | Duitsland Tobias Wendl Tobias Arlt                 | Oostenrijk Thomas Steu Wolfgang Kindl   | Duitsland Hannes Orlamünder Paul Gubitz  |
| 06/01/2024 | Winterberg  |           | Oostenrijk Juri Gatt Riccardo Schöpf               | Duitsland Tobias Wendl Tobias Arlt      | Duitsland Hannes Orlamünder Paul Gubitz  |
| 13/01/2024 | Igls        |           | Oostenrijk Thomas Steu Wolfgang Kindl              | Letland Mārtiņš Bots Roberts Plūme      | Duitsland Tobias Wendl Tobias Arlt       |
| 26 tot en met 28 januari 2024: Wereldkampioenschappen rodelen 2024 in Altenberg (telt niet mee voor wereldbeker) |             |           |                                                    |                                         |                                          |
| 03/02/2024 | Altenberg   |           | Oostenrijk Juri Gatt Riccardo Schöpf               | Oostenrijk Thomas Steu Wolfgang Kindl   | Italië Emanuel Rieder Simon Kainzwaldner |
| 10/02/2024 | Oberhof     |           | Oostenrijk Thomas Steu Wolfgang Kindl              | Duitsland Hannes Orlamünder Paul Gubitz | Duitsland Tobias Wendl Tobias Arlt       |
| 17/02/2024 | Oberhof     |           | Oostenrijk Thomas Steu Wolfgang Kindl              | Duitsland Tobias Wendl Tobias Arlt      | Duitsland Hannes Orlamünder Paul Gubitz  |
| 18/02/2024 | Oberhof     | Sprint    | Duitsland Hannes Orlamünder Paul Gubitz            | Oostenrijk Thomas Steu Wolfgang Kindl   | Duitsland Tobias Wendl Tobias Arlt       |
| 24/02/2024 | Sigulda     |           | Letland Mārtiņš Bots Roberts Plūme                 | Duitsland Tobias Wendl Tobias Arlt      | Oostenrijk Thomas Steu Wolfgang Kindl    |
| 25/02/2024 | Sigulda     | Sprint    | Letland Mārtiņš Bots Roberts Plūme                 | Duitsland Tobias Wendl Tobias Arlt      | Italië Emanuel Rieder Simon Kainzwaldner |
| 02/03/2024 | Sigulda     |           | Letland Mārtiņš Bots Roberts Plūme                 | Duitsland Tobias Wendl Tobias Arlt      | Oostenrijk Thomas Steu Wolfgang Kindl    |

(*) De wereldbeker in Igls is tevens het Europees kampioenschap.

## Vrouwen individueel

### Uitslagen
| Datum | Plaats      | Opmerking | Eerste            | Tweede             | Derde           |
| --- | ----------- | --------- | ----------------- | ------------------ | --------------- |
| 08/12/2023 | Lake Placid |           | Madeleine Egle    | Julia Taubitz      | Summer Britcher |
| 09/12/2023 | Lake Placid | Sprint    | Julia Taubitz     | Ashley Farquharson | Emily Sweeney   |
| 15/12/2023 | Whistler    |           | Julia Taubitz     | Anna Berreiter     | Merle Fräbel    |
| 06/01/2024 | Winterberg  |           | Madeleine Egle    | Julia Taubitz      | Hannah Prock    |
| 13/01/2024 | Igls        |           | Madeleine Egle    | Julia Taubitz      | Anna Berreiter  |
| 26 tot en met 28 januari 2024: Wereldkampioenschappen rodelen 2024 in Altenberg (telt niet mee voor wereldbeker) |             |           |                   |                    |                 |
| 03/02/2024 | Altenberg   |           | Julia Taubitz     | Elīna Ieva Vītola  | Lisa Schulte    |
| 10/02/2024 | Oberhof     |           | Merle Fräbel      | Madeleine Egle     | Julia Taubitz   |
| 17/02/2024 | Oberhof     |           | Julia Taubitz     | Anna Berreiter     | Madeleine Egle  |
| 18/02/2024 | Oberhof     | Sprint    | Julia Taubitz     | Natalie Maag       | Anna Berreiter  |
| 24/02/2024 | Sigulda     |           | Anna Berreiter    | Elīna Ieva Vītola  | Julia Taubitz   |
| 25/02/2024 | Sigulda     | Sprint    | Julia Taubitz     | Kendija Aparjode   | Emily Sweeney   |
| 02/03/2024 | Sigulda     |           | Elīna Ieva Vītola | Anna Berreiter     | Merle Fräbel    |

(*) De wereldbeker in Igls is tevens het Europees kampioenschap.

## Vrouwen dubbel

### Uitslagen
| Datum | Plaats      | Opmerking | Eerste                                          | Tweede                                         | Derde                                           |
| --- | ----------- | --------- | ----------------------------------------------- | ---------------------------------------------- | ----------------------------------------------- |
| 08/12/2023 | Lake Placid |           | Oostenrijk Selina Egle Lara Michaela Kipp       | Duitsland Dajana Eitberger Saskia Schirmer     | Italië Andrea Vötter Marion Oberhofer           |
| 09/12/2023 | Lake Placid | Sprint    | Oostenrijk Selina Egle Lara Michaela Kipp       | Verenigde Staten Chevonne Forgan Sophia Kirkby | Duitsland Dajana Eitberger Saskia Schirmer      |
| 15/12/2023 | Whistler    |           | Duitsland Jessica Degenhardt Cheyenne Rosenthal | Duitsland Dajana Eitberger Saskia Schirmer     | Italië Andrea Vötter Marion Oberhofer           |
| 06/01/2024 | Winterberg  |           | Duitsland Jessica Degenhardt Cheyenne Rosenthal | Italië Andrea Vötter Marion Oberhofer          | Oostenrijk Selina Egle Lara Michaela Kipp       |
| 13/01/2024 | Igls        |           | Duitsland Jessica Degenhardt Cheyenne Rosenthal | Italië Andrea Vötter Marion Oberhofer          | Verenigde Staten Chevonne Forgan Sophia Kirkby  |
| 26 tot en met 28 januari 2024: Wereldkampioenschappen rodelen 2024 in Altenberg (telt niet mee voor wereldbeker) |             |           |                                                 |                                                |                                                 |
| 03/02/2024 | Altenberg   |           | Italië Andrea Vötter Marion Oberhofer           | Letland Anda Upīte Kitija Bogdanova            | Duitsland Dajana Eitberger Saskia Schirmer      |
| 10/02/2024 | Oberhof     |           | Duitsland Jessica Degenhardt Cheyenne Rosenthal | Italië Andrea Vötter Marion Oberhofer          | Oostenrijk Selina Egle Lara Michaela Kipp       |
| 17/02/2024 | Oberhof     |           | Duitsland Dajana Eitberger Saskia Schirmer      | Italië Andrea Vötter Marion Oberhofer          | Duitsland Jessica Degenhardt Cheyenne Rosenthal |
| 18/02/2024 | Oberhof     | Sprint    | Oostenrijk Selina Egle Lara Michaela Kipp       | Duitsland Dajana Eitberger Saskia Schirmer     | Italië Andrea Vötter Marion Oberhofer           |
| 24/02/2024 | Sigulda     |           | Duitsland Jessica Degenhardt Cheyenne Rosenthal | Italië Andrea Vötter Marion Oberhofer          | Duitsland Dajana Eitberger Saskia Schirmer      |
| 25/02/2024 | Sigulda     | Sprint    | Italië Andrea Vötter Marion Oberhofer           | Oostenrijk Selina Egle Lara Michaela Kipp      | Duitsland Dajana Eitberger Saskia Schirmer      |
| 02/03/2024 | Sigulda     |           | Duitsland Jessica Degenhardt Cheyenne Rosenthal | Duitsland Dajana Eitberger Saskia Schirmer     | Oostenrijk Selina Egle Lara Michaela Kipp       |

(*) De wereldbeker in Igls is tevens het Europees kampioenschap.

## Landenwedstrijd
De landenwedstrijden vinden plaats in de vorm van een soort estafette, waarbij de volgende rodelslee van het team pas van start mag gaan als de voorgaande rodelslee is gefinisht, de startvolgorde kan per wedstrijd verschillen.

### Uitslagen
| Datum | Plaats     | Eerste | Tweede                                                                                                   | Derde |
| --- | ---------- | --- | --- | --- |
| 16/12/2023 | Whistler   | Duitsland Julia Taubitz Tobias Wendl & Tobias Arlt Max Langenhan Jessica Degenhardt & Cheyenne Rosenthal     | Oostenrijk Madeleine Egle Thomas Steu & Wolfgang Kindl Jonas Müller Selina Egle & Lara Michaela Kipp     | Verenigde Staten Emily Sweeney Zachary DiGregorio & Sean Hollander Tucker West Chevonne Forgan & Sophia Kirkby                        |
| 07/01/2024 | Winterberg | Duitsland Anna Berreiter Tobias Wendl & Tobias Arlt Max Langenhan Jessica Degenhardt & Cheyenne Rosenthal    | Oostenrijk Hannah Prock Juri Gatt & Riccardo Schöpf Jonas Müller Selina Egle & Lara Michaela Kipp        | Verenigde Staten Ashley Farquharson Zachary DiGregorio & Sean Hollander Jonathan Eric Gustafson Chevonne Forgan & Sophia Kirkby       |
| 15/01/2023 | Igls       | Oostenrijk Madeleine Egle Thomas Steu & Wolfgang Kindl Jonas Müller Selina Egle & Lara Michaela Kipp         | Duitsland Julia Taubitz Tobias Wendl & Tobias Arlt Max Langenhan Jessica Degenhardt & Cheyenne Rosenthal | Italië Verena Hofer Emanuel Rieder & Simon Kainzwaldner Dominik Fischnaller Andrea Vötter & Marion Oberhofer                          |
| 26 tot en met 28 januari 2024: Wereldkampioenschappen rodelen 2024 in Altenberg (telt niet mee voor wereldbeker) |            | | | |
| 04/02/2024 | Altenberg  | Letland Elīna Ieva Vītola Mārtiņš Bots & Roberts Plūme Kristers Aparjods Anda Upīte & Kitija Bogdanova       | Verenigde Staten Emily Sweeney Dana Kellogg & Frank Ike Tucker West Chevonne Forgan & Sophia Kirkby      | Roemenië Ioana-Corina Buzatoiu Tudor-Ștefan Handaric & Sebastian Motzca Valentin Crețu Raluca Strămăturaru & Mihaela-Carmen Manolescu |
| 11/02/2024 | Oberhof    | Duitsland Merle Fräbel Hannes Orlamünder & Paul Gubitz Max Langenhan Jessica Degenhardt & Cheyenne Rosenthal | Letland Kendija Aparjode Mārtiņš Bots & Roberts Plūme Kristers Aparjods Anda Upīte & Kitija Bogdanova    | Oostenrijk Madeleine Egle Thomas Steu & Wolfgang Kindl David Gleirscher Selina Egle & Lara Michaela Kipp                              |
| 03/03/2024 | Sigulda    | Duitsland Anna Berreiter Tobias Wendl & Tobias Arlt Felix Loch Jessica Degenhardt & Cheyenne Rosenthal       | Letland Elīna Ieva Vītola Mārtiņš Bots & Roberts Plūme Kristers Aparjods Anda Upīte & Kitija Bogdanova   | Verenigde Staten Ashley Farquharson Zachary DiGregorio & Sean Hollander Tucker West Chevonne Forgan & Sophia Kirkby                   |

(*) De wereldbeker in Igls is tevens het Europees kampioenschap.